# 吳藩
吳藩（1487年—？），字价甫，南直隸滁州直隸州全椒縣人，明朝政治人物。

## 生平
嘉靖七年（1528年）戊子科應天鄉試第八名舉人，十四年（1535年）中式乙未科會試第一百十一名，二甲第九十名進士。授兵部主事，官至奉直大夫、兵部職方清吏司員外郎。

## 家族
曾祖吳郢；祖父吳顯，永城縣教諭；父吳驥，确山縣訓導。母樂氏。慈侍下。兄吳藻。子吳良柱、侄子吳良梅。侄曾孫吳道昌，天啓二年壬戌進士。